# Rautalampi
Rautalampi är en kommun i landskapet Norra Savolax i Finland. Rautalampi har 3 033 invånare och en total areal på 761,98 km².
Grannkommuner är Hankasalmi, Konnevesi, Pieksämäki, Suonenjoki, Tervo och Vesanto.
Rautalampi kommuns språkliga status är enspråkigt finsk.
Många ättlingar av de skogsfinnar som mellan 1580-talet och cirka 1640 invandrade till olika finnskogar i Sverige och Norge kan finna sitt ursprung från Rautalampi i släktlängderna. Därför är Torsby kommun i Sverige och Grue kommun i Norge vänorter till kommunen.

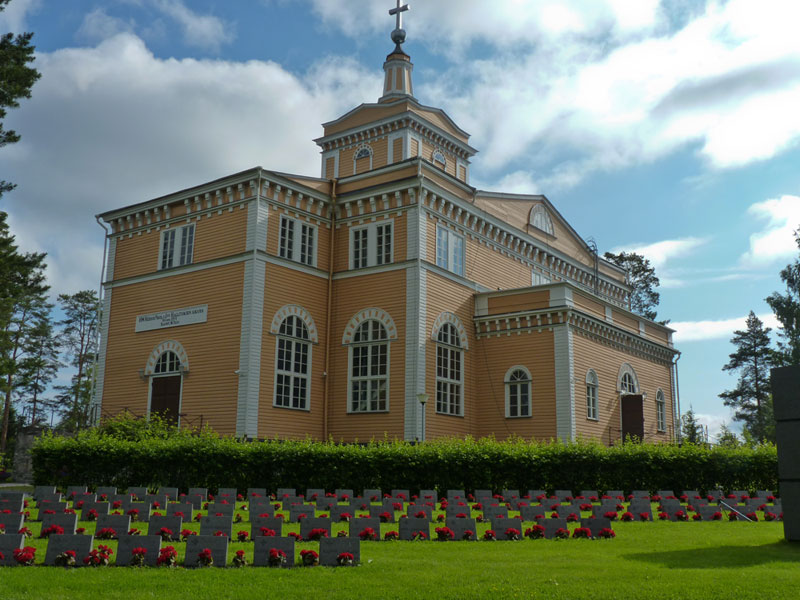
Rautalampi kyrka med krigskyrkogården.
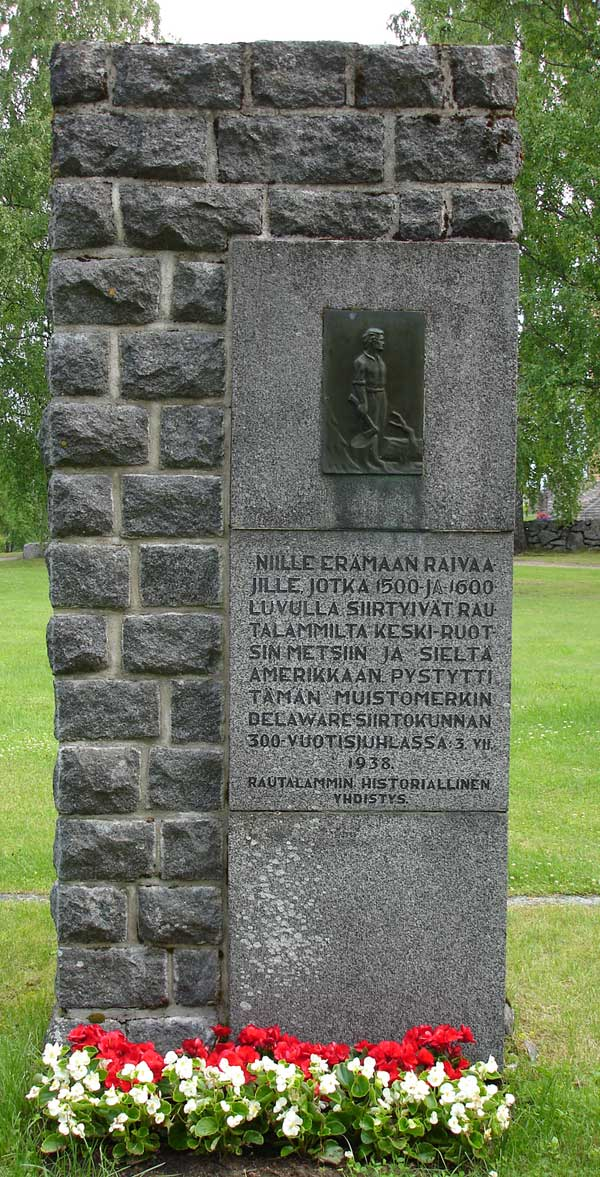
Minnessten över emigrationen från Rautalampi till Sverige och Delaware.
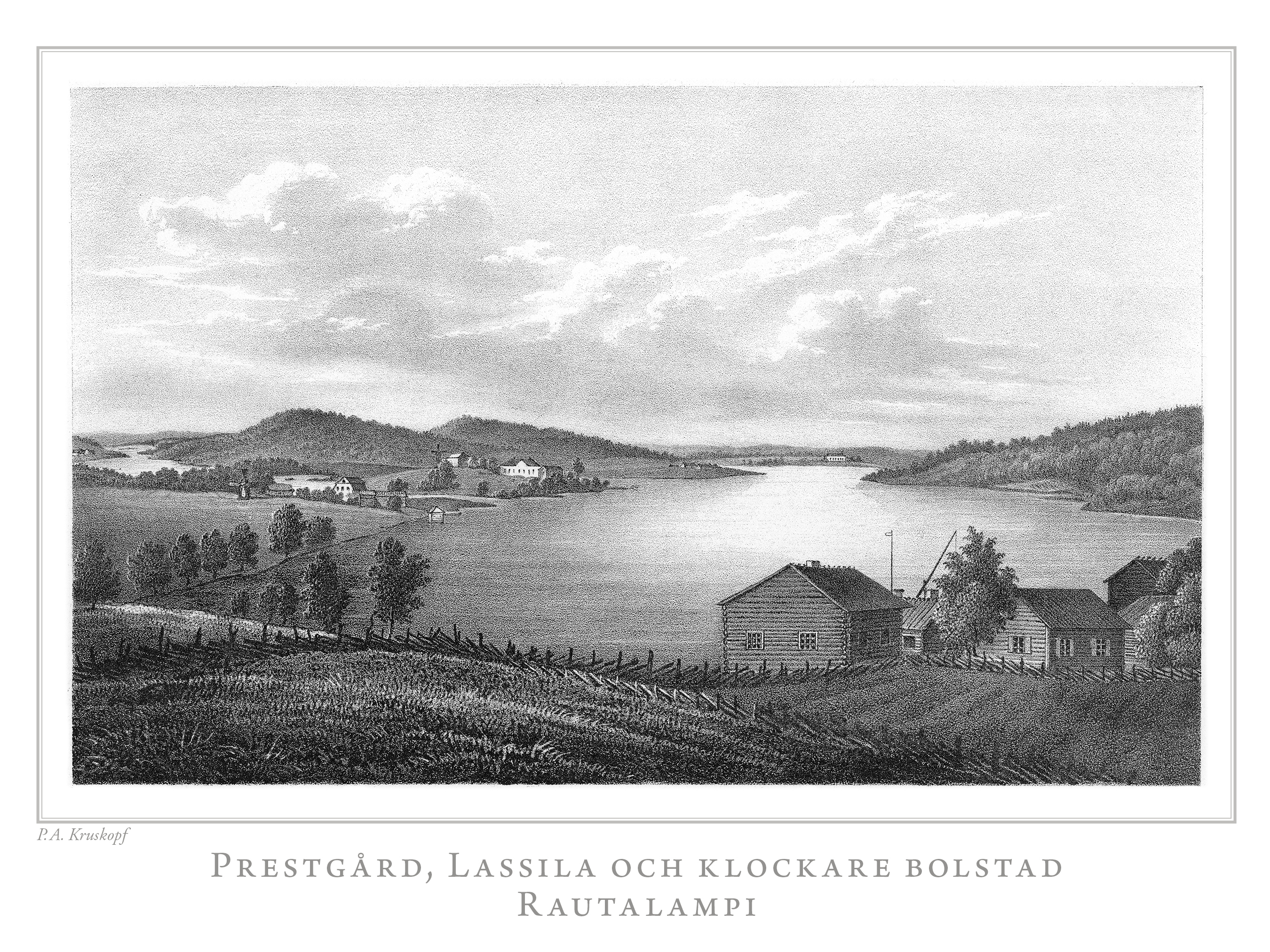
Litografi av Rautalampi i Finland framstäldt i teckningar utgiven 1845-1852.

## Politik

### Mandatfördelning i Rautalampi kommun, valen 1976–2021
| 5 | 5 | 2 | 11 |  |  | 2 |

| 4 | 5 | 2 | 12 |  |  | 2 |

| 3 | 5 | 3 | 12 |  | 3 |

| 3 | 5 | 3 | 12 |  | 3 |

| 3 | 5 | 2 | 2 | 11 | 2 | 2 |

| 2 | 5 | 2 |  | 13 |  | 3 |

| 2 | 4 | 12 | 2 | 1 |

| 3 | 3 | 11 | 2 | 2 |

| 13 | 8 |

| 4 | 3 | 1 | 7 | 1 | 5 |

| 12 | 9 |

| 1 | 3 | 1 | 4 | 10 | 1 | 1 |

| 13 | 8 |

| 2 | 3 | 1 | 3 | 9 | 1 | 2 |

| 14 | 7 |

| 1 | 3 | 1 | 2 | 10 | 1 | 3 |

| 11 | 10 |

## Demografi

### Befolkningsutveckling
| Befolkningsutvecklingen i Rautalampi kommun 1975–2020                                                        | Befolkningsutvecklingen i Rautalampi kommun 1975–2020 | Befolkningsutvecklingen i Rautalampi kommun 1975–2020 | Befolkningsutvecklingen i Rautalampi kommun 1975–2020 | Befolkningsutvecklingen i Rautalampi kommun 1975–2020 |
| --- | ----------------------------------------------------- | ----------------------------------------------------- | ----------------------------------------------------- | ----------------------------------------------------- |
| |                                                       |                                                       |                                                       |                                                       |
| År |                                                       |                                                       | Folkmängd                                             |                                                       |
| 1975 | 1975                                                  |                                                       | 4 990                                                 |                                                       |
| 1980 | 1980                                                  |                                                       | 4 793                                                 |                                                       |
| 1985 | 1985                                                  |                                                       | 4 663                                                 |                                                       |
| 1990 | 1990                                                  |                                                       | 4 408                                                 |                                                       |
| 1995 | 1995                                                  |                                                       | 4 226                                                 |                                                       |
| 2000 | 2000                                                  |                                                       | 3 867                                                 |                                                       |
| 2005 | 2005                                                  |                                                       | 3 678                                                 |                                                       |
| 2010 | 2010                                                  |                                                       | 3 475                                                 |                                                       |
| 2015 | 2015                                                  |                                                       | 3 303                                                 |                                                       |
| 2020 | 2020                                                  |                                                       | 3 053                                                 |                                                       |
| Anm: Uppgifterna avser förhållandena den 31 december nämnda år enligt områdesindelningen den 1 januari 2022. |                                                       |                                                       |                                                       |                                                       |